# Дитрих Херман I фон дер Шуленбург
Дитрих Херман I фон дер Шуленбург (на немски: Dietrich Hermann I von der Schulenburg; * 10 март 1638, Пропстай Залцведел; † 12 февруари 1693, Апенбург) е благородник от род фон дер Шуленбург, господар на Бетцендорф, Апенбург, Пропстай Залцведел и Ритлебен в Алтмарк в Саксония-Анхалт.

## Произход
Той е единствен син на Албрехт IX фон дер Шуленбург (1609 – 1642) и съпругата му Луция Катарина фон Манделслох († 1660), дъщеря на Херман Кламор фон Манделслох (* ок. 1580) и Анна фон Пфлугк (* ок. 1580). Внук е на Дитрих XI фон дер Шуленбург (1583 – 1618) и Катарина Доротея фон Велтхайм (* ок. 1580). Потомък е на Вернер IV фон дер Шуленбург († сл. 1372) и на рицар Вернер II фон дер Шуленбург († сл. 1304).
Дитрих Херман I фон дер Шуленбург умира на 12 февруари 1693 г. в Апенбург на 54 години и е погребан там.

## Фамилия
Дитрих Херман I фон дер Шуленбург се жени на 27 октомври 1661 г. в Бетцендорф за фрайин Амалия фон дер Шуленбург (* 28 октомври 1643; † 3 януари 1713), дъщеря на фрайхер Ахац II фон дер Шуленбург (1610 – 1680) и София Хедвиг фон Велтхайм (1607 – 1667). Те имат 13 деца:
- Луция Катарина фон дер Шуленбург (1662 – 1737), омъжена I. за Валентин Йоахим фон Алвенслебен, II. на 16 ноември 1719 г. в Мюлбах за Йохан Фридрих фон Алвенслебен
- София Хедвиг фон дер Шуленбург (1666 – 1668)
- Ахац фон дер Шуленбург/V (* 9 октомври 1669, Апенбург; † 2 август 1731, Берлин), пруски генерал-лейтенант на кавалерията, женен на 14 апри 1714 г. в Щраусфурт за София Магдалена фон Мюнхаузен (* 3 ноември 1688; † 30 януари 1763, Бетцендорф)
- Албрехт XII фон дер Шуленбург (1671 – 1715)
- Хелена фон дер Шуленбург (1673 – 1743)
- Рената София фон дер Шуленбург (1674 – 1743), омъжена за чичо си Ханс Георг II фон дер Шуленбург (1645 – 1715), син на дядо ѝ Ахац II фон дер Шуленбург (1610 – 1680) и София Хедвиг фон Велтхайм (1607 – 1667)
- Дитрих Херман фон дер Шуленбург (1675 – 1676)
- Амалия фон дер Шуленбург (1677 – 1688)
- Левин Дитрих фон дер Шуленбург (* 1678; † 10 септември 1743), женен за Катарина София фон дер Асебург (* 26 август 1686; † 4 октомври 1780)
- Вернер XXIV фон дер Шуленбург (1679 – 1755), граф, фелдмаршал, женен за Катарина Маргарета фон Брокдорф (1697 – 1775)
- Анна Мария фон дер Шуленбург (* 22 юни 1681; † 29 юли 1738), омъжена на 28 януари 1708 г. в Апенбург за Йохан Лудвиг фон дер Асебург (* 31 май 1685, Фалкенщайн; † 17 февруари 1732, Майздорф)
- Ханс Георг фон дер Шуленбург († 1683)
- Ханс Даниел фон дер Шуленбург (1684 – 1685)